# RPG-2
| RPG-2                                       | RPG-2                                                                         |
| RPG-2 Granatwerfer                          | RPG-2 Granatwerfer                                                            |
| Allgemeine Information                      | Allgemeine Information                                                        |
| ------------------------------------------- | ----------------------------------------------------------------------------- |
| Name:                                       | RPG-2                                                                         |
| Land:                                       | Sowjetunion                                                                   |
| Produktionsperiode:                         | ab 1947                                                                       |
| Maße                                        |                                                                               |
| Gesamtlänge:                                | 1494 mm                                                                       |
| Länge Abschussrohr:                         | 950 mm                                                                        |
| Länge Granate:                              | 500 mm ohne, 670 mm mit Treibladungspatrone                                   |
| Gewicht: (ungeladen)                        | 2,75 kg                                                                       |
| Gewicht Granate:                            | 1,84 kg                                                                       |
| Gewicht Granate (ohne Treibladungspatrone): | 1,62 kg                                                                       |
| Technische Daten                            |                                                                               |
| Kaliber Rohr:                               | 40 mm                                                                         |
| Kaliber Granate:                            | 80 mm                                                                         |
| Funktionsweise:                             | reaktive (rückstoßfreie) Waffe zum Verfeuern von Hohlladungsgranaten Typ PG-2 |
| Visierreichweite:                           | 150 m                                                                         |
| Effektive Kampfentfernung:                  | 150 m                                                                         |
| Feuergeschwindigkeit:                       | 4–6 Schuss/min                                                                |
| Mündungsgeschwindigkeit der Granate (v0):   | 85 m/s                                                                        |
| Durchschlagsleistung                        | 180 mm RHA                                                                    |

Die RPG-2 (russisch РПГ-2) war eine sowjetische Panzerabwehrwaffe. Die Abkürzung RPG steht für rutschnoi protiwotankowij granatomjot, zu Deutsch etwa „Hand-Granatwerfer zur Panzerabwehr“. Das englischsprachige „Rocket-Propelled Grenade“ ist ein Backronym.

## Entwicklung

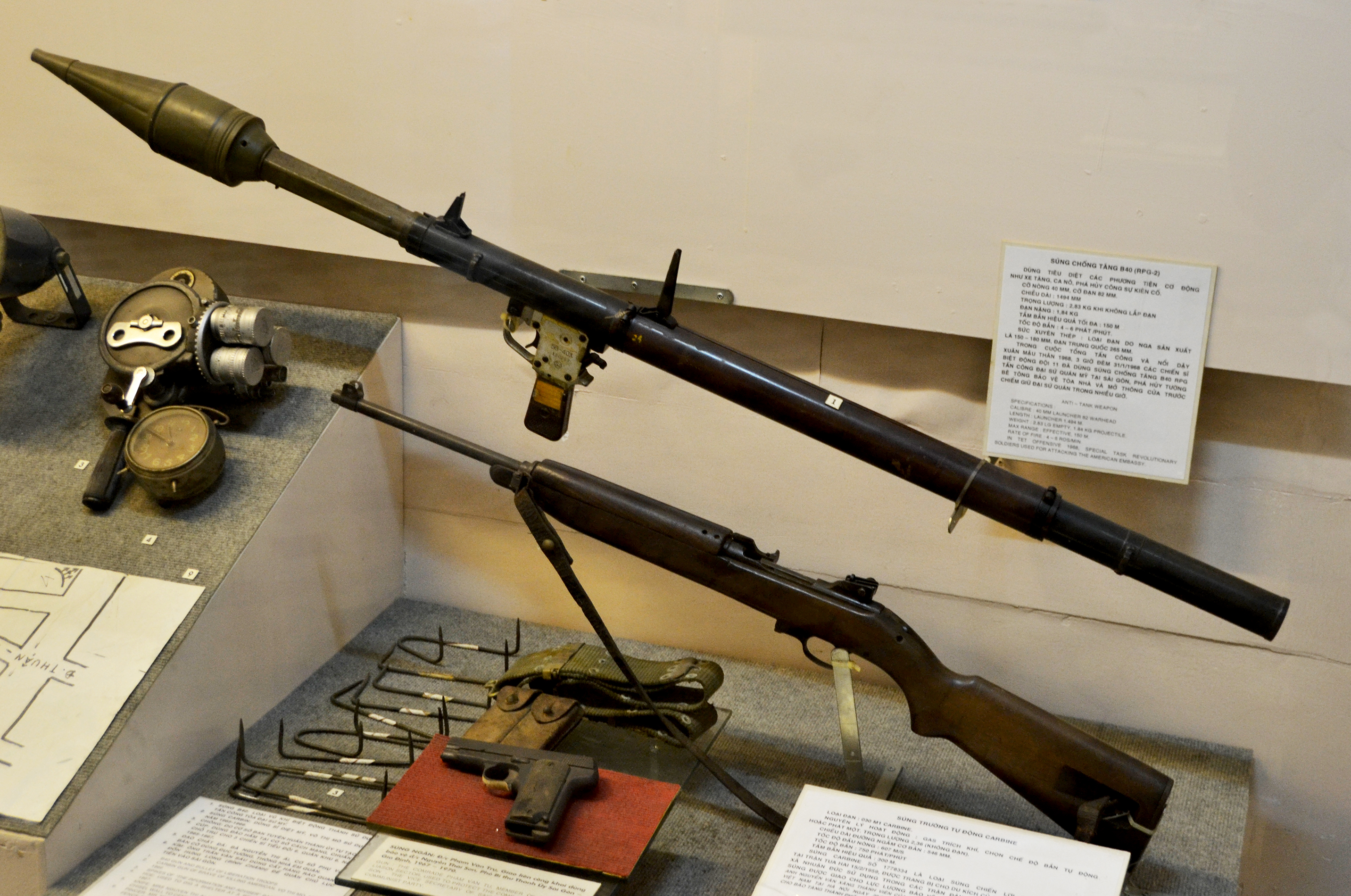
Vietnamesische B-40

Zu Beginn des Zweiten Weltkrieges beruhten sowjetische Infanteriewaffen zur Panzerabwehr auf dem Prinzip klassischer ballistischer Panzerbüchsen, also großkalibriger Schusswaffen mit gezogenem Lauf. Die Wirkung der Geschosse im Kaliber 14,5 × 114 mm war gegenüber der Panzerung moderner Kampfpanzer jedoch ungenügend. Den Ausweg aus dieser Sackgasse boten reaktive (rückstoßfreie) Waffen mit Hohlladungsgefechtskopf.
Auf der Grundlage von Entwicklungen, die bereits in der Vorkriegszeit begonnen hatten, aber auch beeinflusst durch die deutsche Panzerfaust, wurde nach dem Zweiten Weltkrieg die RPG-2 entwickelt.
Die Vorteile des rückstoßfreien Geschützes waren einerseits der Wegfall des schwer beherrschbaren Rückstoßes von Panzerbüchsen sowie andererseits die erhöhte panzerbrechende Wirkung bei gleichzeitig geringerem Gewicht.
Die Waffe wurde in verschiedenen Staaten in Lizenz produziert, darunter China und Nordvietnam. Die Vietnamesische Volksarmee bezeichnete sie als B-40 und setzte sie in großer Zahl im Vietnamkrieg ein.

## Funktion
Die Wirkung des Geschosses gegen Panzerungen beruht nicht auf seiner Wucht, sondern auf dem Prinzip der Hohlladung. Die Granate war in der Lage, beim Auftreffen Stahlpanzerplatten einer Stärke von 180 mm zu durchdringen.

## Nachteile
Die panzerbrechende Leistung erwies sich bald als nicht mehr ausreichend. Vor allem aber wurde bemängelt, dass die Flugbahn der Granate nicht sehr gestreckt war, was das präzise Anvisieren des Zieles erschwerte. Diese Nachteile wurden mit dem verbesserten Nachfolgemodell der Waffe, der RPG-7, beseitigt. Deren Granate hatte mit einem Raketentriebsatz eine flachere Flugbahn und eine höhere Durchschlagswirkung.

## Nachbauten
Die Volksrepublik China fertigte eine Kopie der RPG-2 als Modell 56 40/80 mm. Die Durchschlagskraft soll etwas höher als bei der RPG-2 sein.